# Pathamari
Pathamari (en népalais : पाठामारी) est un comité de développement villageois du Népal situé dans le district de Jhapa. Au recensement de 2011, il comptait 4 358 habitants.